# Carcharodontosaurus
A Carcharodontosaurus (jelentése 'cápa gyík', az ógörög καρχαρο / karkharo, 'recés', οδοντο / odonto 'fog' és σαύρος / szaürosz 'gyík' szavak összetételéből, a Carcharodon cápanemre utalva) egy óriás húsevő carcharodontosaurida dinoszaurusz, amely a középső kréta kor kora albai–kora turoni alkorszakai idején, mintegy 112–93,5 millió évvel ezelőtt élt. A Tyrannosaurus, a Giganotosaurus és a Spinosaurus méretét megközelítő vagy valamivel meghaladó, körülbelül 12–13,3 méteres állat volt, melynek tömegét különböző szerzők 6,2–15,1 tonnára becsülték.

## Anatómia

Néhány óriás theropoda, köztük a narancs színnel jelölt C. saharicus és az ember méretének összehasonlítása

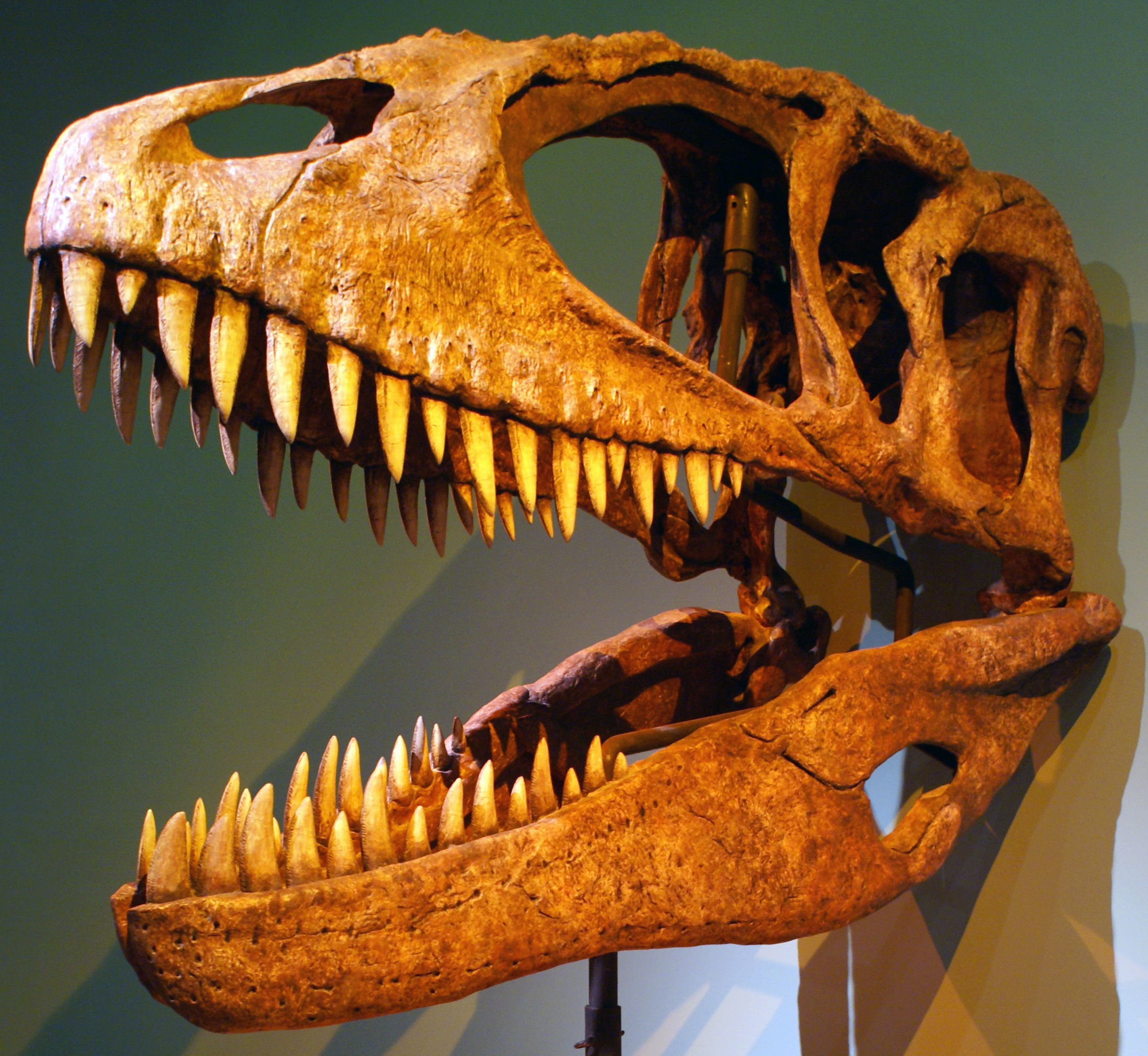
A Carcharodontosaurus koponyája

A Carcharodontosaurus hatalmas állcsontokkal és körülbelül 20 centiméter hosszú, recés fogakkal rendelkezett. Az őslénykutatók egykor úgy gondolták, hogy a Carcharodontosaurus volt a leghosszabb koponyájú theropoda dinoszaurusz. Azonban az első, Algériában talált koponya premaxilla és négyszögcsontjai elvesztek, ami téves következtetésre vezetett a testrész hosszát illetően. A C. saharicus számára egy jóval mérsékeltebb hosszt, 1,53–1,6 métert állapítottak meg, míg a C. iguidensis koponyájának hossza a beszámoló szerint körülbelül ugyanekkora lehetett. Jelenleg a legnagyobb ismert theropoda koponya egy másik óriás carcharodontosauridához, a nem közeli rokonához, a Giganotosaurushoz tartozik, ami a becslés szerint 1,95 méter hosszú.
A koponya belső oldaláról készült koponyaöntvény, ami az agy lenyomata és a Carcharodontosaurus saharicus belső fülének anatómiája a ma élő krokodilokéra hasonlít. A nagyagy mérete, ami arányban áll a teljes agymérettel, hasonló a modern hüllőkéhez, de kisebb, mint a coelurosaurusoké és a madaraké.

## Felfedezés és taxonómiai történet

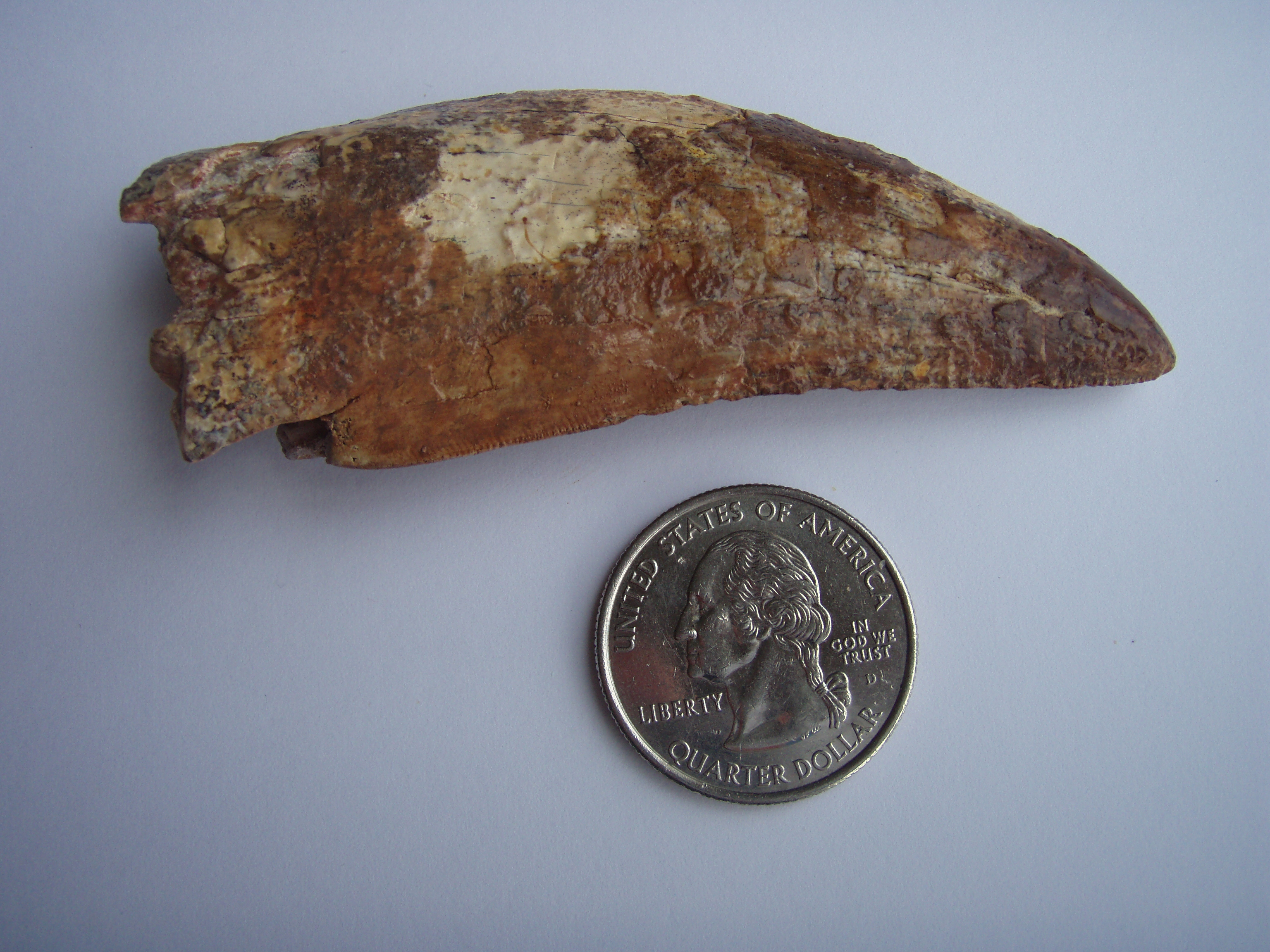
A Carcharodontosaurus foga, melyre a Szaharában találtak rá (összehasonlításul egy 24 mm átmérőjű pénzérme látható; egy amerikai negyeddolláros)

Az első Carcharodontosaurus fosszíliákat Charles Depéret és J. Savornin fedezte fel az (albai korszakban keletkezett) algériai Kem Kem rétegekben, 1927-ben. Eredetileg a Megalosaurus saharicus nevet adták a számára (mivel egykor tévesen valamennyi theropodát a Megalosaurus nembe soroltak be), de Ernst Stromer von Reichenbach 1931-ben lecserélte a nevet arra, ami máig is használatban van. Stromer a Carcharodontosaurust „Carcharodon-szerű, nem visszahajló, két oldalt majdnem szimmetrikus, konvex élekkel rendelkező fogairól” nevezte el. A valamivel újabb keletű, a késő cenomani korszakhoz tartozó egyiptomi Baharija-formációból további fosszíliák kerültek elő. Ezek a korai Carcharodontosaurus leletek megsemmisültek a második világháború alatt. Paul Sereno 1995-ben újabb Carcharodontosaurushoz tartozó koponyamaradványokat fedezett fel a Kem Kem rétegekben, Marokkó területén. Stephen Brusatte és Paul Sereno egy második, a nigeri Echkar-formációban, 1997-ben megtalált fajról számoltak be, amely a felső állcsont és az agykoponya egyes részletei révén eltér a C. saharicustól. Ez a második faj 2007 decemberében a C. iguidensis nevet kapta.

## Popkulturális hatás

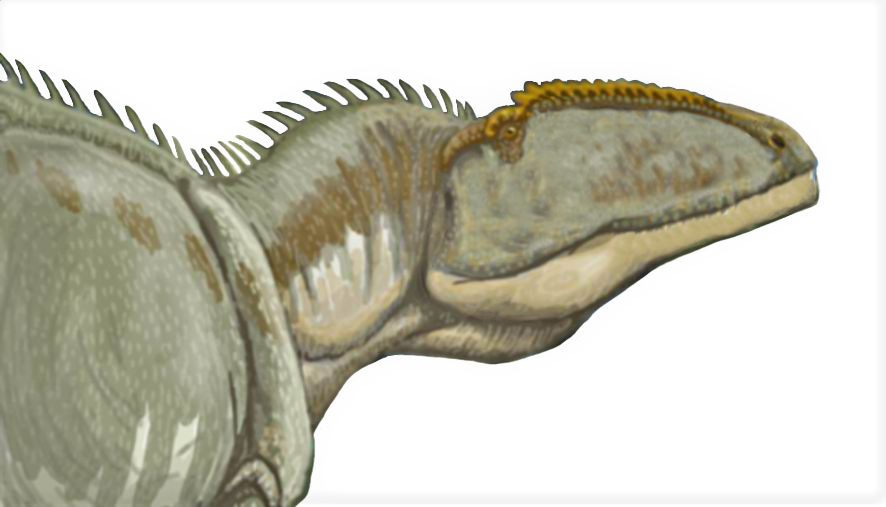
A C. saharicus rekonstrukciója

A Carcharodontosaurus szerepel a Discovery Channel által készített dokumentumfilm-sorozat, a Dinoszauruszok bolygója Alfa tojásai című részében. A műsor a Carcharodontosaurust a Dél-Amerikában élő és a sauropodák közé tartozó Saltasaurusra vadászó állatként mutatja be. A Carcharodontosaurus maradványait csak Észak-Afrikában találták meg, földrajzilag nem zárható ki a találkozásuk, mivel a két földrész akkor egy kontinens része volt. A Saltasaurus a késő kréta kor campaniai és maastrichti korszakai idején élt, a Carcharodontosaurus pedig a tíz millió évvel korábbi, albai és cenomani korszakokhoz tartozó formációkból került elő. Bár a carcharodontosauridák közé tartozó Giganotosaurus Dél-Amerikában élt, közeli rokona a Carcharodontosaurus kortársa volt.

## Fordítás
Ez a szócikk részben vagy egészben a Carcharodontosaurus című angol Wikipédia-szócikk ezen változatának fordításán alapul.  Az eredeti cikk szerkesztőit annak laptörténete sorolja fel. Ez a jelzés csupán a megfogalmazás eredetét és a szerzői jogokat jelzi, nem szolgál a cikkben szereplő információk forrásmegjelöléseként.